# Comuna Seredî, Iemilciîne
Seredî (în ucraineană Середівська сільська рада) este o comună în raionul Iemilciîne, regiunea Jîtomîr, Ucraina, formată din satele Pokoșceve, Sadkî și Seredî (reședința).

## Demografie
Componența lingvistică a comunei Seredî
     Ucraineană (99,38%)
     Alte limbi (0,62%)
Conform recensământului din 2001, majoritatea populației comunei Seredî era vorbitoare de ucraineană (99,38%), existând în minoritate și vorbitori de alte limbi.